# Fiona Gammond
Pour les articles homonymes, voir Gamond.
Fiona Gammond, née le 19 octobre 1992, est une rameuse d'aviron britannique.

## Carrière
Fiona Gammond est médaillée d'or en deux de pointe aux Jeux olympiques de la jeunesse de 2010 à Singapour.
Elle remporte la médaille d'or en quatre de pointe aux Championnats du monde d'aviron 2016 à Rotterdam, la médaille d'argent en huit aux Championnats d'Europe d'aviron 2018 à Glasgow et aux Championnats d'Europe d'aviron 2019 à Lucerne.